# Dirk Dunbar
Dirk Dunbar (* 1. April 1954 in Cadillac, Michigan) ist ein ehemaliger US-amerikanischer Basketballtrainer, der in Deutschland unter anderem den Bundesligisten Bamberg betreute.

## Laufbahn
Dunbar machte während seiner High-School-Zeit als offensivstarker Basketballspieler auf sich aufmerksam und erzielte in seinem Abschlussjahr einen Schnitt von 38,5 Punkten pro Spiel. Er wechselte an die Central Michigan University, wo er von 1972 bis zum Frühjahr 1976 spielte. Mit 39 Punkten im Spiel gegen die Mannschaft der Eastern Illinois University erzielte der 1,83 Meter große Aufbauspieler im Januar 1975 den bis dahin viertbesten jemals von einem Central-Michigan-Spieler erzielten Wert. Während seiner Zeit an der Central Michigan University setzen ihm immer wieder Knieprobleme zu, die mehrere Operationen notwendig machten. Während der Saison 1975/76 wechselte Dunbar ans Eckerd College im Bundesstaat Florida. Mit 41 erzielten Punkten stellte er in der Saison 1976/77 im Duell mit dem Elmhurst College eine neue Bestmarke für Eckerds Hochschulmannschaft auf.
Dunbar begann seine Profikarriere in Island und gewann 1978 mit der Mannschaft Körfuknattleiksdeild ÍS den nationalen Pokalwettbewerb. 1979 wechselte er nach Deutschland, wo er zunächst als Spieler und Trainer in Ober-Ramstadt, dann in Aschaffenburg und München tätig war. 1982 wurde er als Spielertrainer mit der Auswahl der Technischen Universität Darmstadt Vizemeister bei der deutschen Studentenmeisterschaft. 1983 wurde Dunbar Cheftrainer beim FC Bamberg, der zuvor aus der Basketball-Bundesliga in die 2. Basketball-Bundesliga abgestiegen war. Er führte die Mannschaft der Oberfranken, die unter anderen mit Kennith Sweet, Mike Boyle sowie Alt-Nationalspieler Holger Geschwindner stark besetzt war, zum Meistertitel in der Südstaffel der 2. Bundesliga und damit zum direkten Wiederaufstieg in die höchste deutsche Spielklasse. Im DBB-Pokal erreichten die Bamberger unter Dunbars Leitung zudem die Vorschlussrunde. In der Bundesliga betreute er die Mannschaft zunächst auch in der Saison 1984/85. Kurz vor Weihnachten 1984 trennten sich die Bamberger von Dunbar und beförderten seinen bisherigen Assistenten Werner Hartmann auf den Cheftrainerposten.
Nach der Rückkehr in die USA wurde Dunbar als Hochschullehrer im Fach Philosophie tätig.

### Privates
Dunbar lernte in Deutschland seine spätere Ehefrau, die aus dem hessischen Freigericht-Altenmittlau stammende Ulrike Meier, kennen. Der gemeinsame Sohn Jeremy spielte wie der Vater Basketball auf Universitätsniveau, ehe er Profi wurde.